# Villa Urquiza
Villa Urquiza è un quartiere della capitale argentina Buenos Aires.

## Geografia
Villa Urquiza è situata nella parte nord-occidentale del territorio della capitale argentina e confina a nord con il quartiere di Saavedra, a nord-est con Coghlan, ad est con Belgrano, a sud-est con Villa Ortúzar, a sud con Parque Chas e Agronomía e a sud-ovest con Villa Pueyrredón.

## Storia
Nella seconda metà del XIX secolo l'area dove sorge l'odierno quartiere era stata adibita a cava dall'impresa Muelle de Las Catalinas per l'estrazione di terra da destinare riempimenti nella zona del porto di Buenos Aires. Nei dintorni sorse spontaneamente un villaggio che il 2 ottobre 1887 fu ufficialmente riconosciuto come quartiere con il nome di Las Catalinas. Il 13 aprile 1889 dopo fu aperta al traffico la locale stazione ferroviaria.
Il 16  ottobre 1901, in vista delle celebrazioni per il centenario della nascita del leader federale Justo José de Urquiza Las Catalinas assunse l'attuale denominazione.

## Infrastrutture e trasporti

### Strade
La principale via d'accesso al quartiere è l'avenida General Paz, la grande autostrada che separa il territorio della capitale da quello della provincia di Buenos Aires.

### Ferrovie
Il quartiere è servito dalle stazioni di Dr. Luis María Drago e General Urquiza della ferrovia suburbana Mitre.
Villa Urquiza è servito anche dalle stazioni di Echeverría e Juan Manuel de Rosas-Villa Urquiza della linea B della metropolitana di Buenos Aires.